# Robert Åhman-Persson
Pour les articles homonymes, voir Åhman et Persson.
Robert Åhman-Persson né le 26 mars 1987 à Uppsala au Sud-Est de la Suède est un ex-footballeur suédois qui évoluait au poste de milieu défensif dans les années 2000.

## Biographie
Sa carrière professionnelle fut des plus compliquées. Moins de 350 matchs disputés en 18 saisons, Åhman-Persson n’a jamais vraiment pu ni réussi à s’imposer au sein d’une équipe, pour cause de blessures intempestives, et a souvent été relégué sur le banc des remplaçants.
Le 18 mai 2020, Robert met fin à sa carrière, prématurément, à l’âge de 33 ans, après deux saisons passées à l'IK Sirius, pour un retour au pays avant la disgrâce.

## Palmarès
- Malmö FF
  - Champion de Suède en 2010